# Calle trampa

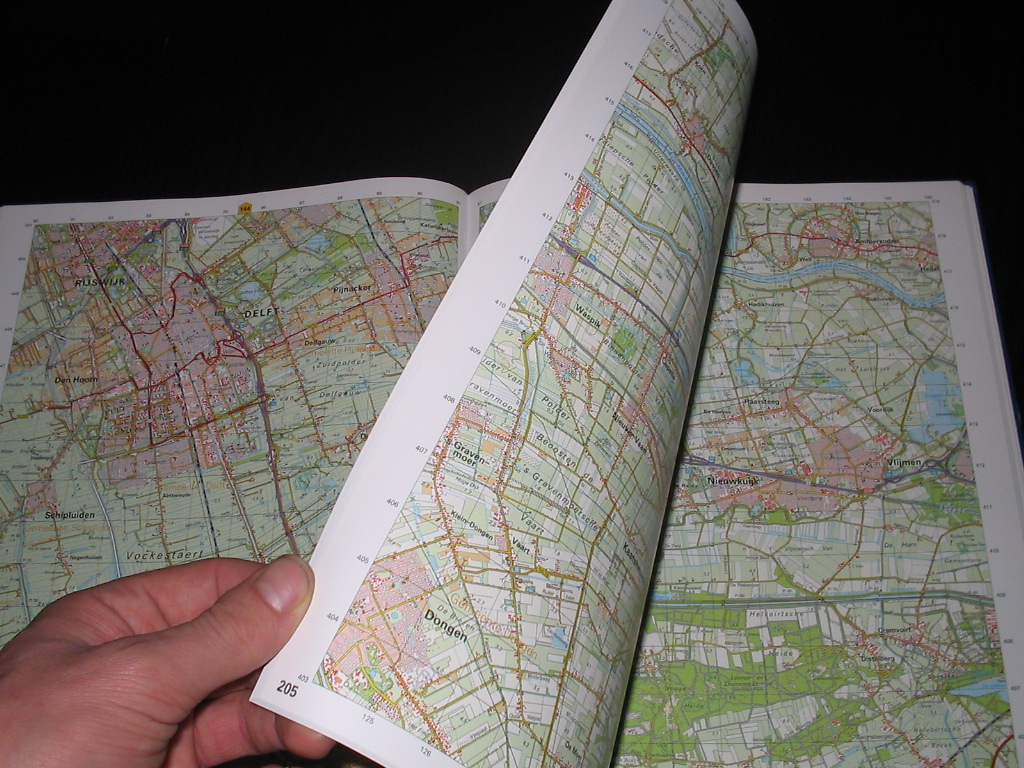
Callejero.

Una calle trampa (o calle cepo) es una calle ficticia incluida en un mapa con el fin de "detectar" violaciones potenciales de los derechos de autor de la cartografía, por parte de aquellos que no puedan justificar la inclusión de la «calle de la trampa» en su mapa.
A veces, más que representar un camino donde realmente no existe ninguno, se falsifica la naturaleza de este para que se puedan detectar copias fraudulentas, pero al mismo tiempo que el mapa no suponga ningún perjuicio en la orientación y navegación del usuario. Así, por ejemplo, un mapa puede tener curvas en una calle que no existen en la realidad, o representar viales importantes con carriles estrechos, todo ello sin modificar su localización o conexiones con otras calles.
En la cartografía existen variantes de este tipo de engaños con la presencia en mapas de topónimos imaginarios, marcas de agua digitales, o puntos de control de ínfimo tamaño en planos digitales, inapreciables a simple vista por la persona que los consulte (o copie) pero fácilmente localizables por aquellas entrenadas para buscarlos.

## Existencia
La presencia de calles trampa en la cartografía es un hecho negado habitualmente por sus editores, los cuales raramente reconocen su uso.
No obstante, este no es siempre el caso. Un conocido mapa callejero de la ciudad de Atenas (Grecia) advertía en su portada a los potenciales violadores de su copyright, de la existencia de calles trampa.
En los años 1930 la empresa estadounidense General Drafting Company, dedicada a la creación de mapas de carreteras, asignó a un cruce de carreteras sin asfaltar del Condado de Delaware, en Nueva York (EE. UU.), el odónimo de Agloe en sus productos, con el fin de detectar posibles copias de su cartografía. Con el paso de los años y sucesivos equívocos encadenados, el topónimo terminaría finalmente en convertirse en un punto de referencia real.
En una edición del programa Map Men de la cadena de televisión británica BBC Two difundido el 17 de octubre de 2005 el portavoz de la empresa Geographers' (A-Z) Map Company que edita los conocidos callejeros Geographer's A-Z Street Atlas señalaba que existían «en torno a 100» calles trampa incluidas en su edición del atlas del callejero de Londres. Calles tales como «Bartlett Place», una vía peatonal que existe en la realidad pero que fue renombrada erróneamente de forma premeditada, se mencionó en el programa de televisión, apareciendo a partir de entonces en ediciones posteriores del callejero con su nombre correcto, Broadway Walk.
En la edición de 2005 del mapa de la ciudad de Oxford Oxford A–Z street map existe una calle ficticia denominada con el nombre GOY CL. Este cul-de-sac o callejón sin salida no existía en ediciones anteriores de la guía, su nombre no está recogido en la directorio de dicho callejero y por supuesto no existe vial alguno en el lugar.
En la colección de mapas de Natural Earth, ampliamente utilizada en cartografía por su licencia de dominio público, se incluye el topónimo de una pequeña isla ficticia denominada Null Island en las coordenadas 0°N 0°E. Aunque pueda parecer que tiene una intención humorística, en realidad posee un propósito serio, siendo utilizado por los sistemas de cartografía para posicionar búsquedas erróneas de los sistemas de geocodificación.

## Repercusiones legales
En el caso Map & Guide Corp. v. Hagstrom de Nester traz Co., 796 F.Supp. 729, E.D.N.Y., 1992, una corte federal de los Estados Unidos determinó que las "trampas" en la cartografía no sirven, por sí mismas, para denunciar una violación de los derechos de autor. 
No obstante estos engaños pueden ser útiles en otros países ante un tribunal dependiendo de su legislación. Aunque en el caso de que estas modificaciones intencionadas de los mapas no se puedan utilizar en un tribunal de justicia, sí sirven para ayudar al autor del trabajo a detectar el plagio.
En el año 2001 en el Reino Unido, la Automobile Association acordó pagar 20 millones de libras esterlinas como compensación por haber plagiado mapas de la Ordnance Survey, con la particularidad de que en este caso los «puntos de control» identificados y puesto por el editor original no eran errores deliberados sino símbolos semióticos para definir la anchura de los caminos en la cartografía.
En otro caso, la Singapur Land Authority, dependiente del Gobierno de Singapur, demandó en 2009 a la empresa Virtual Map,un conocido proveedor de mapas en línea del país, por infringir sus derechos de autor. Singapur Land Authority declaró en su caso que había errores deliberados en los mapas que habían proporcionado a Virtual Map años antes. Virtual Map lo negó e insistió en que había hecho su propia cartografía.